# Espace culturel du christianisme à Lyon
 (août 2023).
L'Espace Culturel du Christianisme à Lyon (ECCLY), ou musée de l'Antiquaille[réf. nécessaire] est un centre d'interprétation de l'histoire du christianisme situé sur la colline de Fourvière à Lyon en France, au 49 montée Saint-Barthélemy.
Aménagé dans l'ancien hôpital de l'Antiquaille, il intègre le cachot où, selon la tradition, saint Pothin aurait été enfermé, et la crypte décorée de mosaïques évoquant les martyrs de Lyon datant du XIXe siècle, tous deux classés aux Monuments Historiques.
Ouvert en décembre 2014, cet espace est dirigé par Pierre Tricou et géré par l’association E.C.C.L.Y..

## Histoire

### Initiation du projet

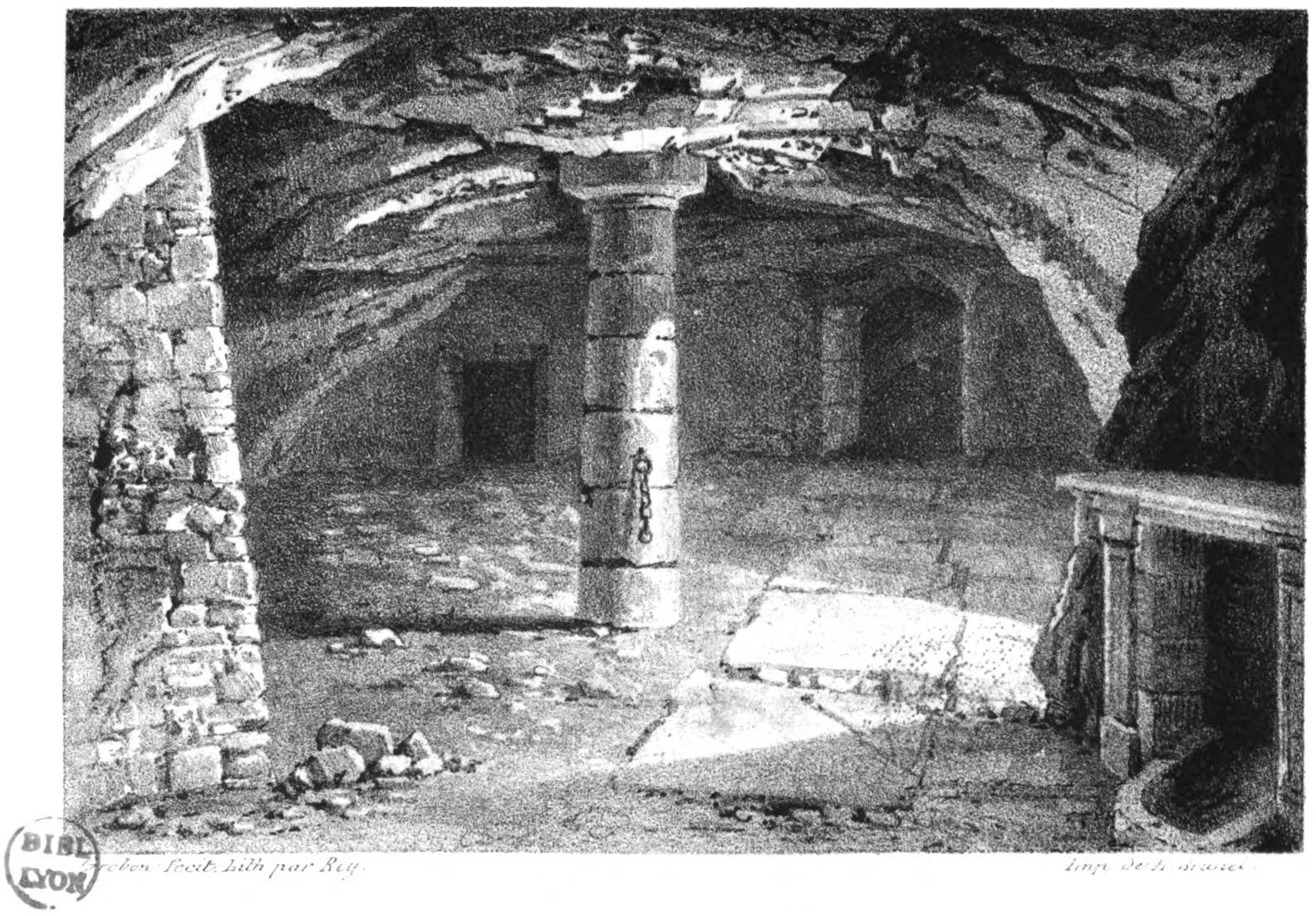
Cachot de saint Pothin, lithographie d'après Jean-Michel Grobon.

Lors de la fermeture de l'Hôpital de l'Antiquaille en 2003 s'est posée la question de l'avenir des bâtiments.
Est créée l’association E.C.C.L.Y. sous l’impulsion d’Emmanuel Payen, ancien recteur de Fourvière, Jacques Moulinier, sénateur du Rhône, qui en prend la présidence[réf. nécessaire] et Émile Visseaux, Inspecteur Général honoraire de l’Éducation Nationale.
Cette association initie alors un projet qui souhaite créer un espace destiné à mettre en valeur les origines du christianisme en Gaule, notamment la persécution de 177 à Lyon. Le récit de ces événements relatés dans la lettre des survivants reprise par Eusèbe de Césarée rapporte l’existence de ce qui fut probablement le « premier foyer du christianisme en Gaule ».
Le projet de l'E.C.C.L.Y. permet de compléter l’équipement culturel de la colline de Fourvière qui conserve et présente les origines gallo-romaines de Lyon. En effet, l'Antiquaille est situé à proximité du musée Lugdunum qui présente le passé antique de la ville ainsi que les théâtres gallo-romains.
De même, l'Antiquaille s’insère géographiquement dans un itinéraire qui comprend la basilique de Fourvière et son musée d'art religieux, ainsi que la basilique paléochrétienne Saint-Just et l’église Saint-Irénée.
L’association assure la gestion et la promotion des lieux. En 2005, la crypte des mosaïques, exemple de l'art religieux du XIXe siècle à Lyon et le présumé cachot de saint Pothin, sont classés aux Monuments Historiques Elle organise aussi des expositions temporaires et des conférences qui permettent un complément au programme de visites proposé.

### Restauration

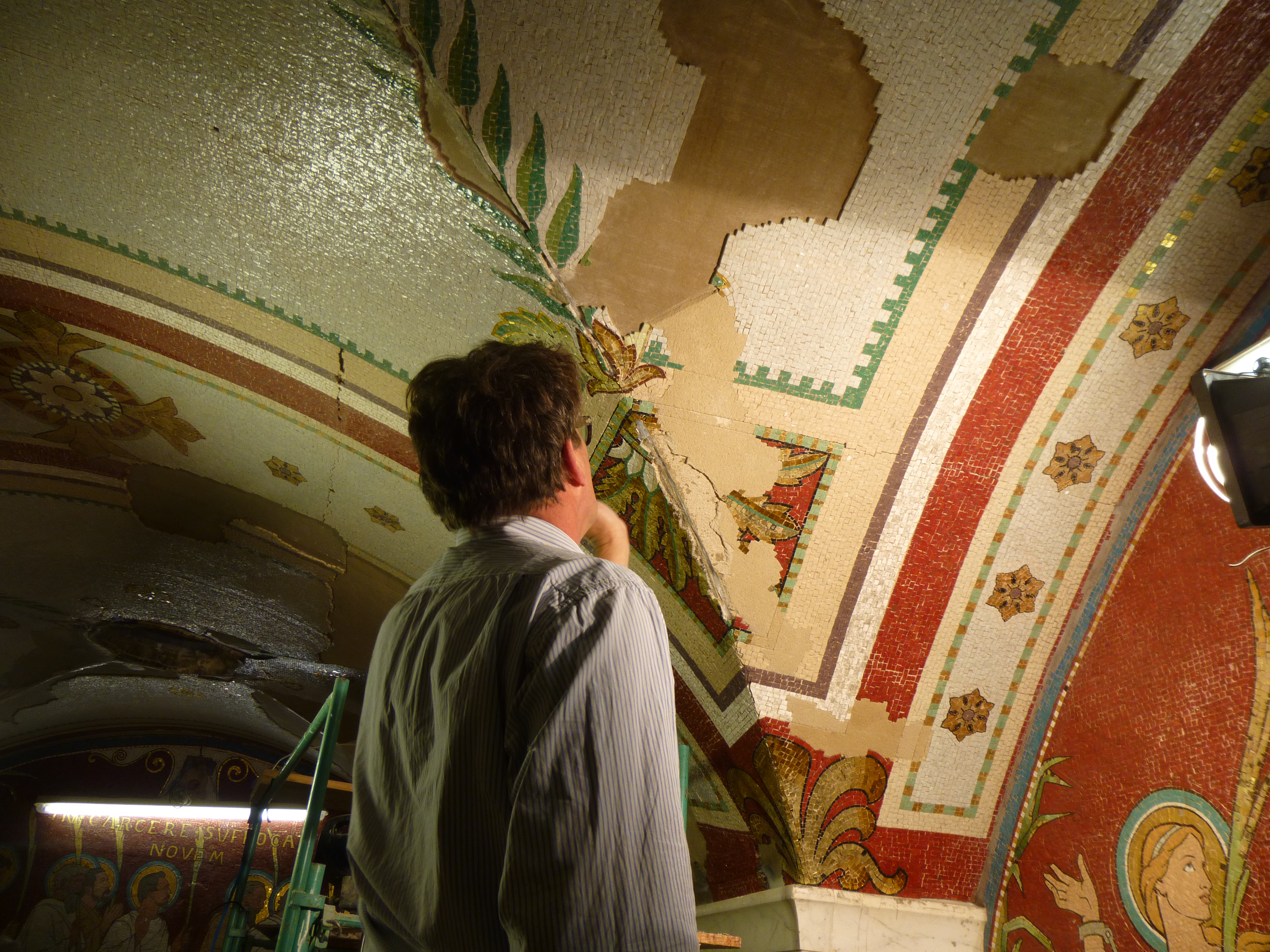
Rénovation de la crypte des martyrs.

Les transformations nécessaires pour créer un nouveau lieu sont engagées dès la fermeture de l’hôpital. Les travaux d'aménagement sont confiés à l'architecte lyonnais Pierre Vurpas et menés sous l'autorité de Didier Repellin, architecte en chef des Monuments Historiques. La restauration des mosaïques de la crypte est assurée par l'équipe de l'atelier de restauration des mosaïques de Saint-Romain-en-Gal et l’atelier Patrizio de Marseille, spécialiste du XIXe siècle.
Un projet plus large est créé : un centre d’interprétation autour de la figure des premiers chrétiens à Lyon et de l’histoire du christianisme jusqu’au XVIIe siècle. Le travail de scénographie est conçu par l'architecte-scénographe Piotr Zaborski et élaboré à partir d'un programme proposé par le comité scientifique de l'E.C.C.L.Y. présidé par Émile Visseaux et composé d'universitaires de Lyon II et Lyon III[réf. nécessaire] ainsi que de chercheurs de l'Institut des sources chrétiennes à Lyon[réf. souhaitée].

## Cachot de saint Pothin
Lors de fouilles au XVIIe siècle, une ancienne cavité souterraine est découverte. C'est là qu'est présumé le cachot où aurait été enfermé saint Pothin et où il serait mort. Il est ensuite transformé en chapelle et en lieu de culte.

## Crypte des mosaïques

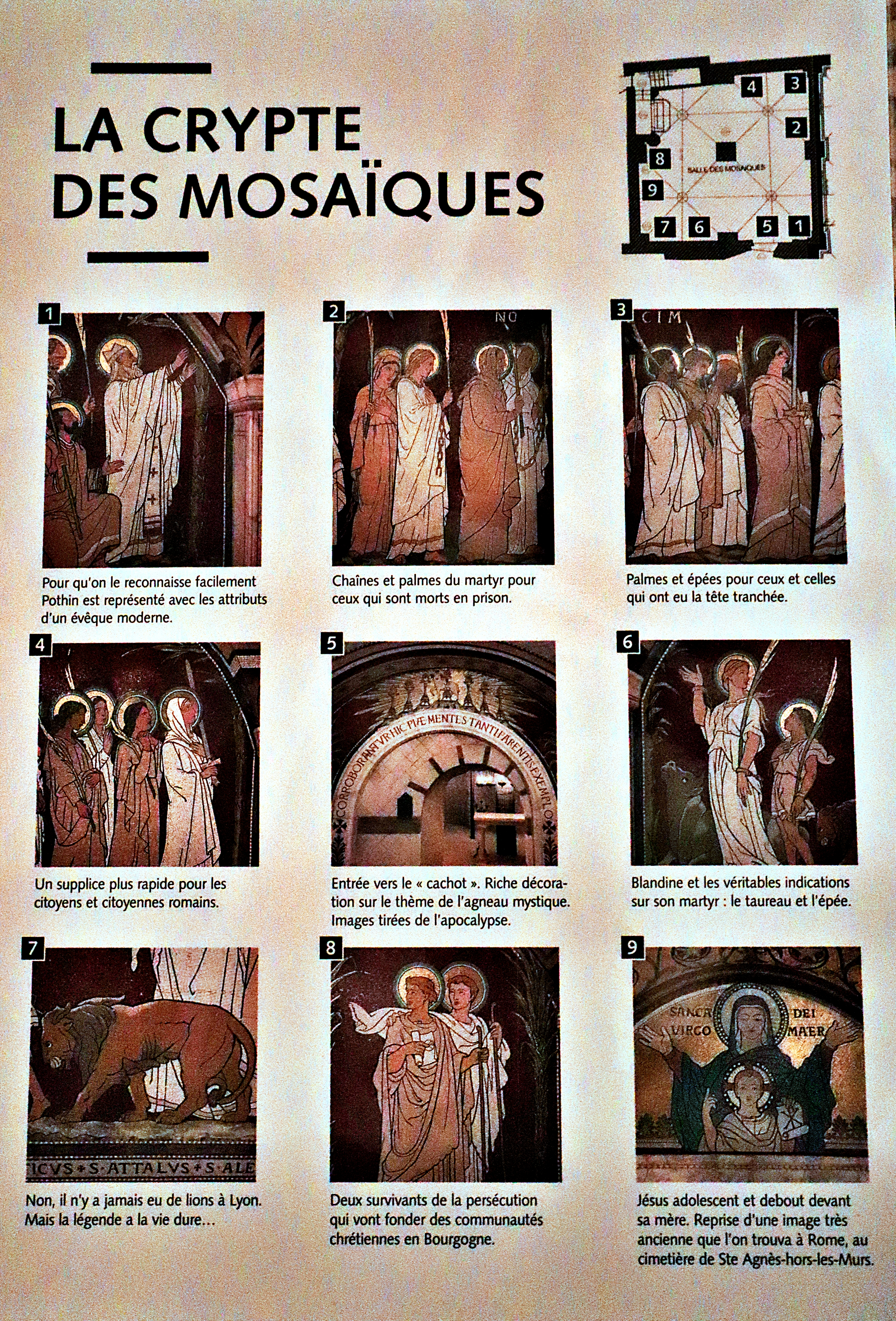

Attenant au cachot, une crypte est aménagée pour y accueillir les pèlerins. Entre 1877 et 1893, la crypte fait l'objet de travaux, notamment à partir de 1886 lorsqu'elle est confiée à l'architecte Louis Sainte-Marie Perrin. Les mosaïques qui couvrent les murs sont l'œuvre d'Ennemond Mora et Ange Minala et évoquent les martyrs qui furent sacrifiés en 177 en même temps que saint Pothin.

## Galerie

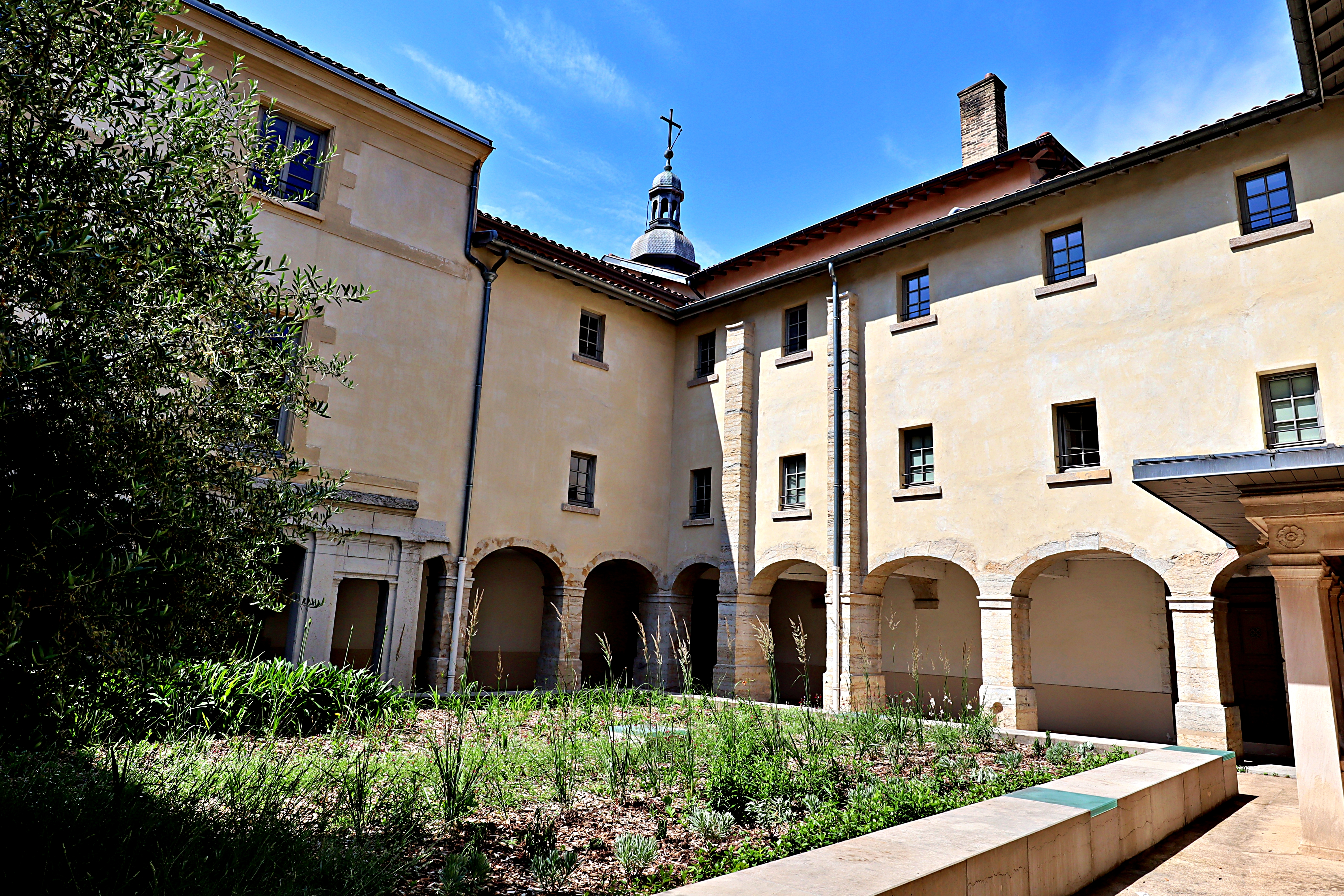
Cour intérieure
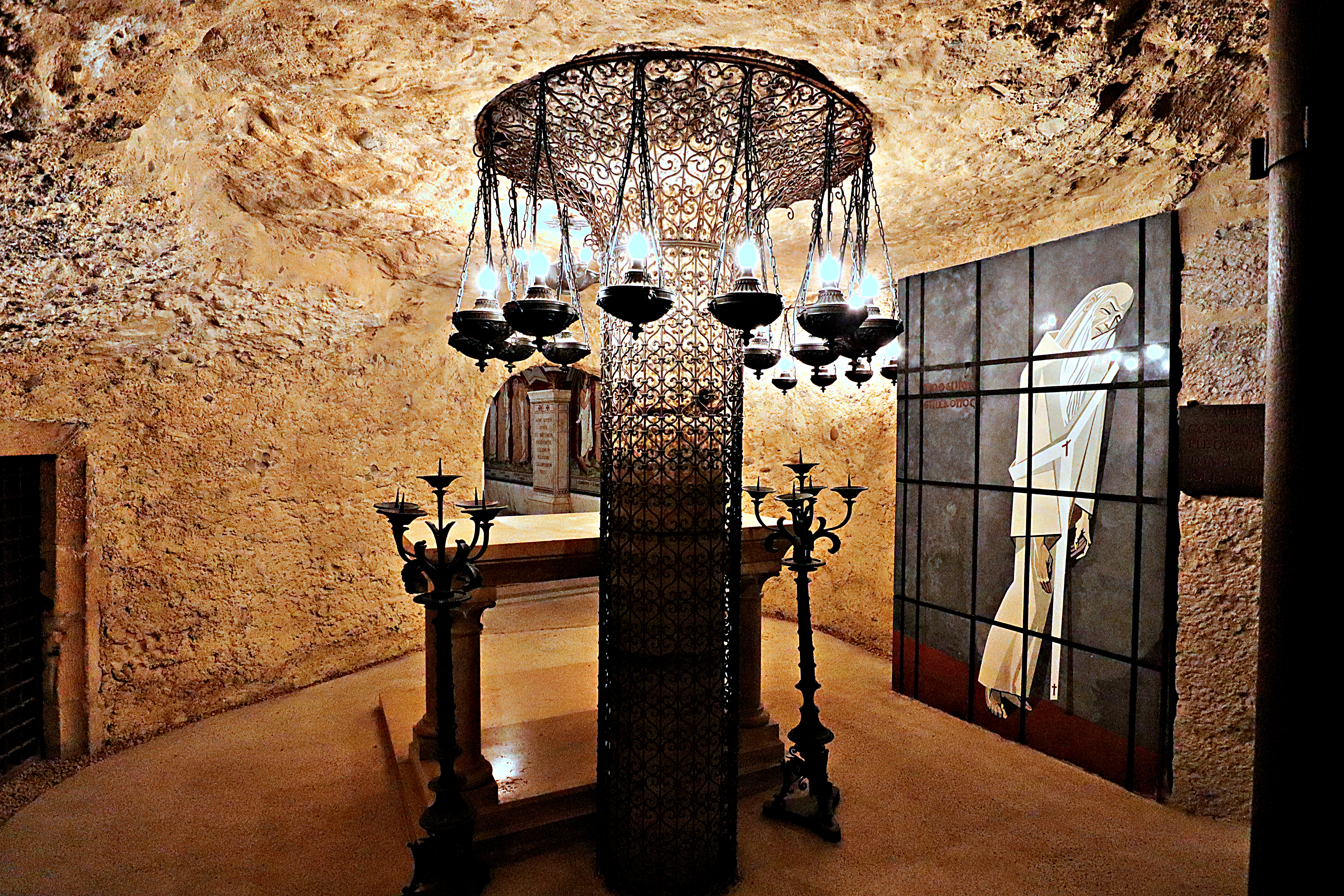
Cachot de saint Pothin
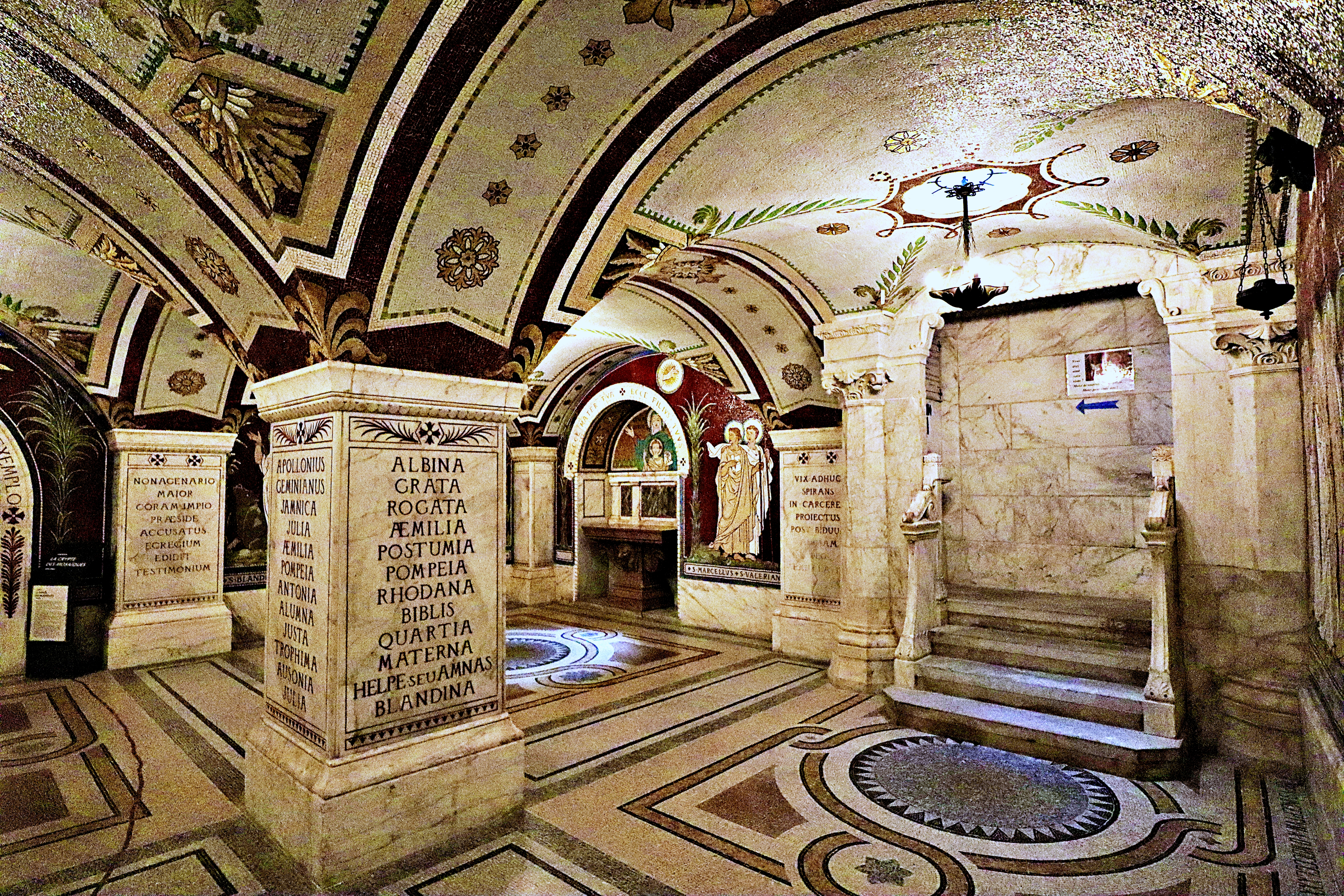
Crypte des mosaïques
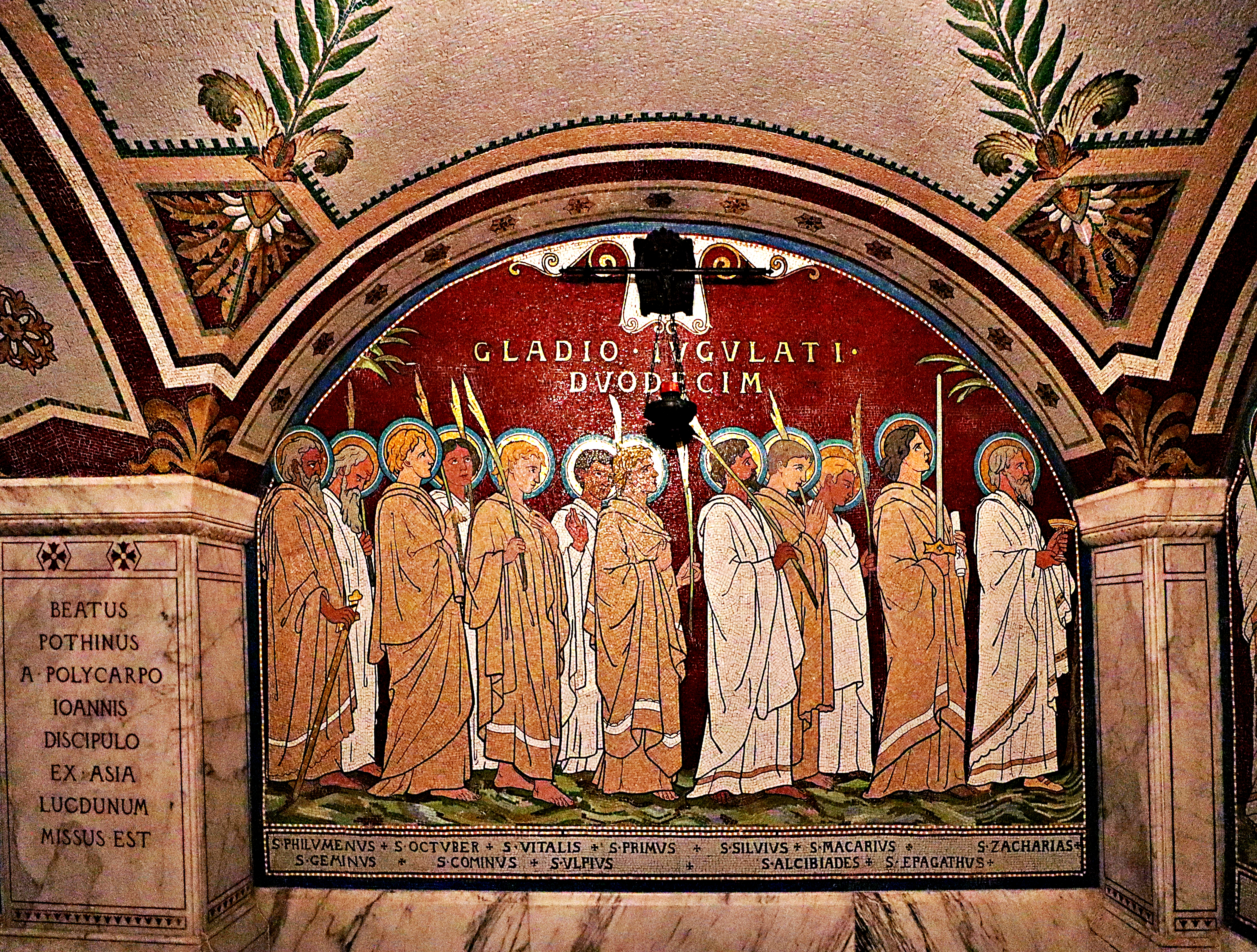
Détail d'une des mosaïques